# Zeitzeugen (Album)
Zeitzeugen ist ein Sampler des Independent-Labels Horrorkore Entertainment. Es erschien am 31. Oktober 2008 über das Berliner Label. Zeitzeugen wird von den beiden Hip-Hop-Musikern Basstard und DJ Korx präsentiert. Im Mittelpunkt des Albums stehen die Rapper des Labels Basstard, Medizin Mann, Adden und Sheytan. Stilistisch kann der Sampler wie die Alben Basstards dem Hip-Hop-Subgenre des Horrorcores zugeordnet werden.

## Veröffentlichung
Zeitzeugen dient der Präsentation der Horrorcore-Rapper, mit denen MC Basstard zusammenarbeitet. Ursprünglich sollte die Veröffentlichung als Mixtape erscheinen. Darauf hätten die vier Rapper ihre Texte über Melodien und Beats gerappt, die bereits auf Alben US-amerikanischer Künstler vertreten waren. Da einige Anhänger des Genres ein eigenständiges Album forderten, entschied sich Horrorkore Entertainment eine Internet-Umfrage über das weitere Vorgehen zu starten. Die Fans wählten dabei mehrheitlich eine Veröffentlichung mit neuen Instrumentals. Zeitzeugen wurde schließlich am 31. Oktober 2008 über Horrorkore Entertainment und Distributionz veröffentlicht. Der Vertrieb wurde von Soulfood Music Distribution GmbH übernommen.

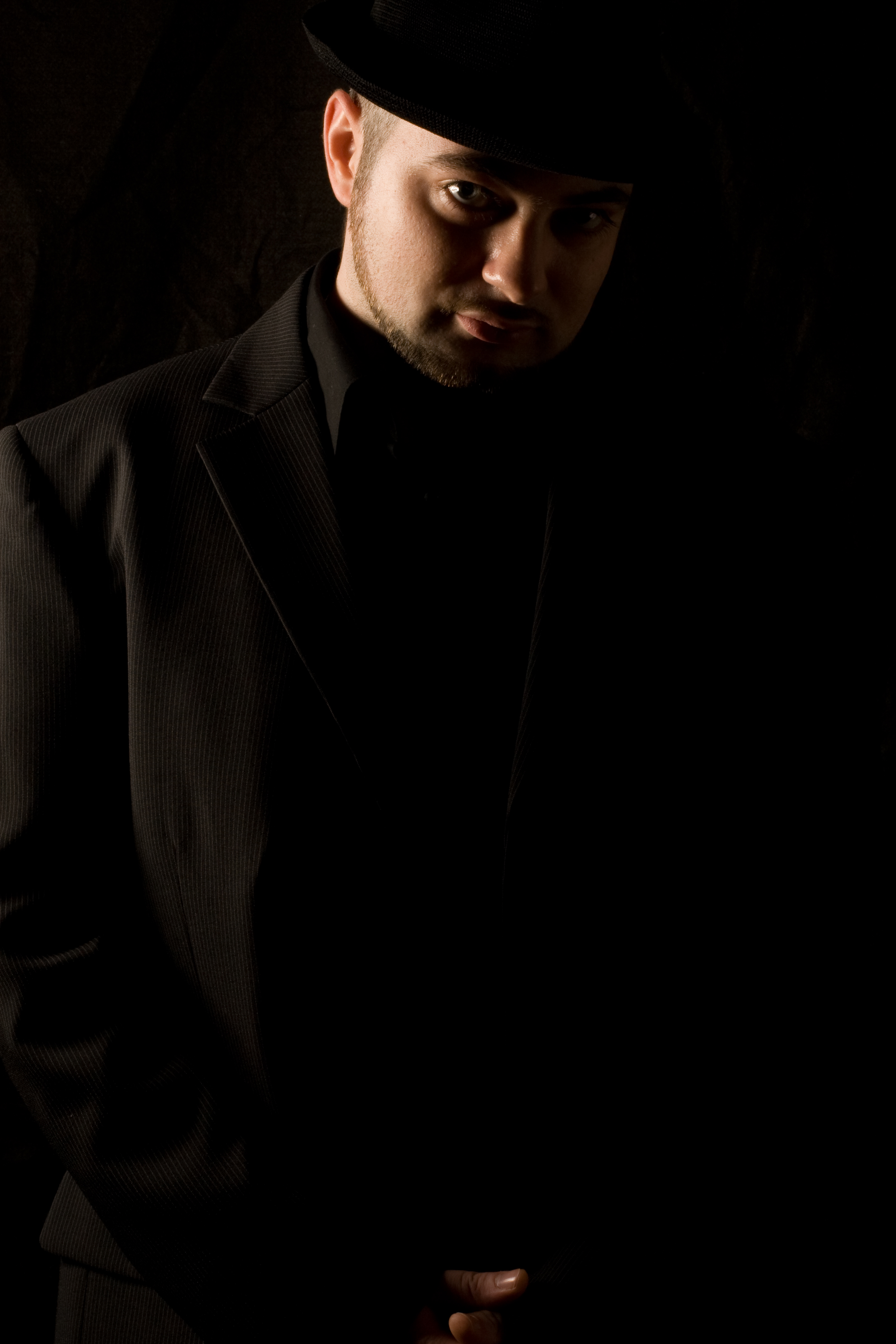
MC Basstard
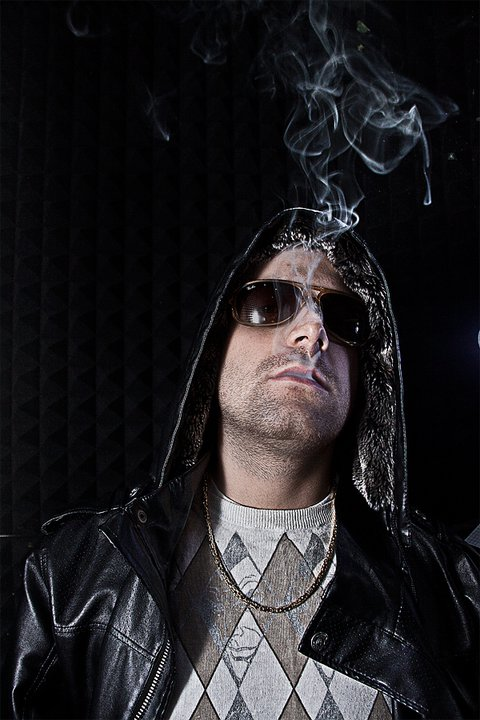
Medizin Mann

## Titelliste
| #  | Titel                     | Künstler                                  | Gastbeitrag               | Länge |
| -- | ------------------------- | ----------------------------------------- | ------------------------- | ----- |
| 1  | Intro                     | Basstard, Medizin Mann, Adden und Sheytan |                           | 1:30  |
| 2  | HKE kommt                 | Basstard, Medizin Mann, Adden und Sheytan |                           | 5:22  |
| 3  | Zeitzeugen                | Basstard, Medizin Mann, Adden und Sheytan |                           | 3:59  |
| 4  | Der Nebel                 | Basstard, Medizin Mann und Sheytan        |                           | 4:44  |
| 5  | Kreislauf der Sucht       | Basstard und Medizin Mann                 | 4.9.0 Friedhof Chiller    | 4:56  |
| 6  | Die Saga lebt             | Basstard, Medizin Mann und Adden          |                           | 3:51  |
| 7  | Dein Lieblings Horrorfilm | Basstard und Medizin Mann                 | Kaisa und Skinny Al       | 4:34  |
| 8  | Reklame Skit              | Basstard und Adden                        |                           | 0:46  |
| 9  | Wer wir sind              | Basstard, Medizin Mann, Adden und Sheytan |                           | 5:17  |
| 10 | Gefahr                    | Basstard, Medizin Mann und Sheytan        |                           | 3:12  |
| 11 | Hör nicht auf mich        | Basstard und Medizin Mann                 | King Orgasmus One         | 3:58  |
| 12 | Sonnenfinsternis          | Basstard und Medizin Mann                 | Kardinal Blunt            | 5:50  |
| 13 | Beende nicht die Suche    | Basstard und Medizin Mann                 | Isar                      | 4:13  |
| 14 | Das Licht                 | Basstard, Medizin Mann und Sheytan        |                           | 4:39  |
| 15 | Feuertaufe                | Basstard und Medizin Mann                 | Blokkmonsta               | 5:39  |
| 16 | Maskenball                | Basstard und Medizin Mann                 | Manny Marc und Frauenarzt | 3:57  |
| 17 | Serienmörder              | Basstard, Medizin Mann und Sheytan        |                           | 4:36  |
| 18 | Stark sein                | Basstard und Medizin Mann                 | MC Bogy und Ozan          | 4:50  |

## Produktion

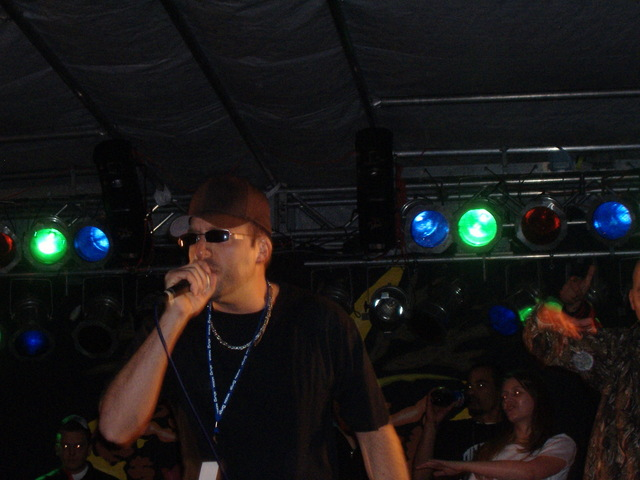
Hip-Hop-Musiker Frauenarzt

Zeitzeugen wurde zu einem Großteil von DJ Korx produziert. Der Berliner hat die Beats der Stücke Intro, Wer wir sind und Serienmörder sowie, in Zusammenarbeit mit Basstard, der Titel HKE kommt und Reklame Skit beigesteuert. Mit fünf Produktionen, die den Stücken Zeitzeugen, Der Nebel, Hör nicht auf mich, Beende nicht die Suche und Stark sein zugeordnet werden können, ist das Produzenten-Duo High Hat beteiligt. Des Weiteren wurden die Titel Kreislauf der Sucht von Jayo, Die Saga lebt von Serial G und Noxuaco Beats, Dein Lieblings Horrorfilm von The Ecke Lloyds und Maskenball von Frauenarzt produziert. F.A.K. ist durch die Beats zu Gefahr und Sonnenfinsternis an zwei Liedern beteiligt gewesen. Außerdem steuerte SDBY, der Künstler des Labels Hirntot Records ist, die musikalische Untermalung des Titels Am Ende des Tunnels und Barret Beats den Beat zu Feuertaufe bei.
Die Audionachbearbeitung, das sogenannte Mastering, erfolgte in den Silver Sound Studios.

## Gastbeiträge

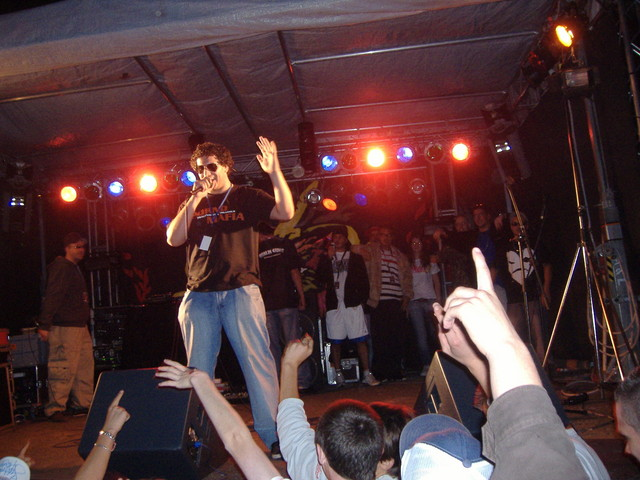
King Orgasmus One bei einem Konzert

Neben den Künstlern des Labels Horrorkore Entertainment sind weitere Rapper, die zu einem Großteil ebenfalls in Berlin leben, mit Gastbeiträgen auf Zeitzeugen vertreten. Für Dein Lieblings Horrorfilm arbeiteten Basstard und Medizin Mann mit Kaisa und Skinny Al zusammen. Anfang 2008 hatte Basstard bereits ein gemeinsames Album mit Kaisa unter dem Titel 666 veröffentlicht. Auf Feuertaufe wird eine Strophe von dem Rapper Blokkmonsta beigesteuert. Dieser ist Inhaber des Berliner Independent-Labels Hirntot Records und ist bekannt für seine Splattertexte, die er selbst dem „Psychokore“, einem Subgenre des Horrorcores, zuordnet. Auf Maskenball sind die Rapper Frauenarzt und Manny Marc und auf Stark sein MC Bogy und Ozan zu hören. Frauenarzt und MC Bogy sind langjährige Freunde Basstards und bilden mit diesem die Formation Bass Crew.
Des Weiteren entstand mit Kardinal Blunt der Titel Sonnenfinsternis und mit Isar das Stück Beende nicht die Suche. Der Berliner King Orgasmus One ist mit einer Strophe an Hör nicht auf mich vertreten. Ähnlich wie Frauenarzt, ist auch Orgasmus mit Basstard viele Jahre bekannt. So waren beide Rapper Mitglieder des Labels Bassboxxx und King Orgasmus One war bereits auf Basstards Debütalbum Rap Dämon mehrfach beteiligt. Außerdem ist auch die Formation 4.9.0 Friedhof Chiller auf dem Sampler zu hören. Die aus den Rappern Jayson, Schlafwandler und Sicc bestehende Osnabrücker Gruppe war an der Entstehung des Lieds Kreislauf der Sucht beteiligt.

## Illustration
Auf dem Cover sind die Gesichter der vier Rapper des Labels in einem zersplitternden Spiegel zu sehen. Für das Booklet entstanden Fotos, die von dem Fotografen Tamrock geschossen worden waren. Die Gestaltung des Artworks wurde von C.O.G. Graphix übernommen.

## Vermarktung
Am 13. Oktober erschien zur Ankündigung des Samplers der Titel An Halloween. Das von Barret Beats und DJ Korx produzierte Stück wurde zum kostenlosen Herunterladen angeboten. Der Text zu An Halloween wird von Basstard, Adden und Medizin Mann vorgetragen.

## Kritik
Die Redaktion der deutschen Hip-Hop-Zeitschrift Juice äußerte sich in einer Kritik positiv zu Zeitzeugen. Adden, die aufgrund ihrer Vortragsweise als bester Neuzugang des Labels angesehen wird, Sheytan und Medizin Mann werden gelobt, da sie sich „trotz der eingeschränkten Themenpalette abwechslungsreich präsentieren“. Medizin Mann könne mit Adden und Sheytan, dessen Texte „noch erschreckender“ als die von Basstard seien, nicht mithalten. Die Produktionen der Stücke seien „von düsterer Natur“ und passen zu den Texten und der Vortragsweise. Trotz allem sei das Subgenre Horrorcore und damit auch der Sampler Zeitzeugen „Geschmackssache“.
Eine weitere Bewertung erfolgte durch die Internetseite Rap4Fame.de. Der Redakteur Bazty vergab der Veröffentlichung vier von fünf Bewertungspunkten. HKE kommt stelle direkt zu Beginn „einen bombastischen Introtrack“ dar. Gelobt wird die Vielseitigkeit des Albums, wogegen die Gastbeiträge, etwa von Kaisa und Skinny Al, als unnötig eingestuft werden. Als „Highlights“ werden, neben HKE kommt, die Lieder Zeitzeugen, Hör nicht auf mich, Feuertaufe und Maskenball genannt. Auch die Beats, die eine „dunkle Atmosphäre“ haben, seien abwechslungsreich.